# Gabião

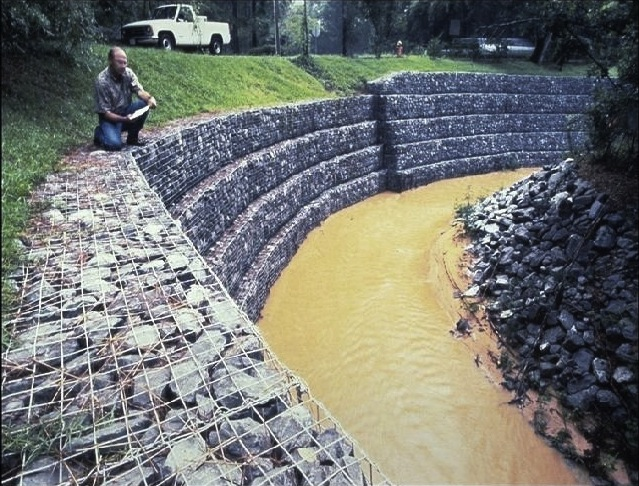
Muro de suporte construído utilizando gabiões.

Um gabião ou cestão é um tipo de estrutura armada, flexível, drenante e de grande durabilidade e resistência. Os gabiões são produzidos com malha de fios de aço doce recozido e galvanizado, em dupla torção, amarradas nas extremidades e vértices por fios de diâmetro maior. São preenchidos com seixos ou pedras britadas. São utilizados em estabilização de taludes, obras hidráulicas e viárias etc. e podem ser encontrados em três formatos: caixas, colchões e sacos; em diferentes tamanhos.

## Etimologia
A palavra provém do italiano gabbione, aumentativo de gabbia, que significa "gaiola".

## Tipos de gabiões
- Os gabiões tipo caixa têm formato de prisma retangular e são mais utilizados na construção de muros de barragem, contenção e canalizações.
  - Comprimento: 1,50; 2,00; 3,00; ou 4,00 m
  - Largura: 1,00 m
  - Altura: 0,50 ou 1,00 m
- Os gabiões do tipo colchão têm formato de paralelepípedo, com grandes comprimento e largura e pequena altura e são utilizados na construção de revestimentos para canais, barragens em terra, escadas dissipadoras e outros. Dimensões padrão:
  - Comprimento: 3,00; 4,00; 5,00; ou 6,00 m
  - Largura: 2,00 m
  - Altura: 0,17; 0,23 ou 0,30 m
- Os gabiões do tipo saco têm formato cilíndrico, são feitos com uma única malha e são mais usados em obras emergenciais, onde as condições locais requerem uma rápida intervenção, ou quando o solo de apoio apresente baixa capacidade de suporte.
  - Comprimento: 2,00 ou 3,00 m
  - Diâmetro: 0,65 m

## Uso militar
O gabião era, originalmente, um sistema defensivo utilizado para proteger rapidamente uma posição do fogo de artilharia ou de balas. Apareceu por volta do século XVI e foi substituído no século XX pelo sistema do saco de areia, mais simples de se utilizar.
O gabião compunha-se então de uma espécie de cesto em vime cheio de terra e gravilha, destinado a proteger das balas e amortecer as explosões. Os cilindros de vime eram leves e podiam ser transportados de um modo conveniente num carro de munições, particularmente se fossem feitos em vários diâmetros, de modo a poderem ser inseridos uns nos outros. No local de utilização, seriam colocados em posição e cheios de terra para formar um verdadeiro muro em torno do canhão.

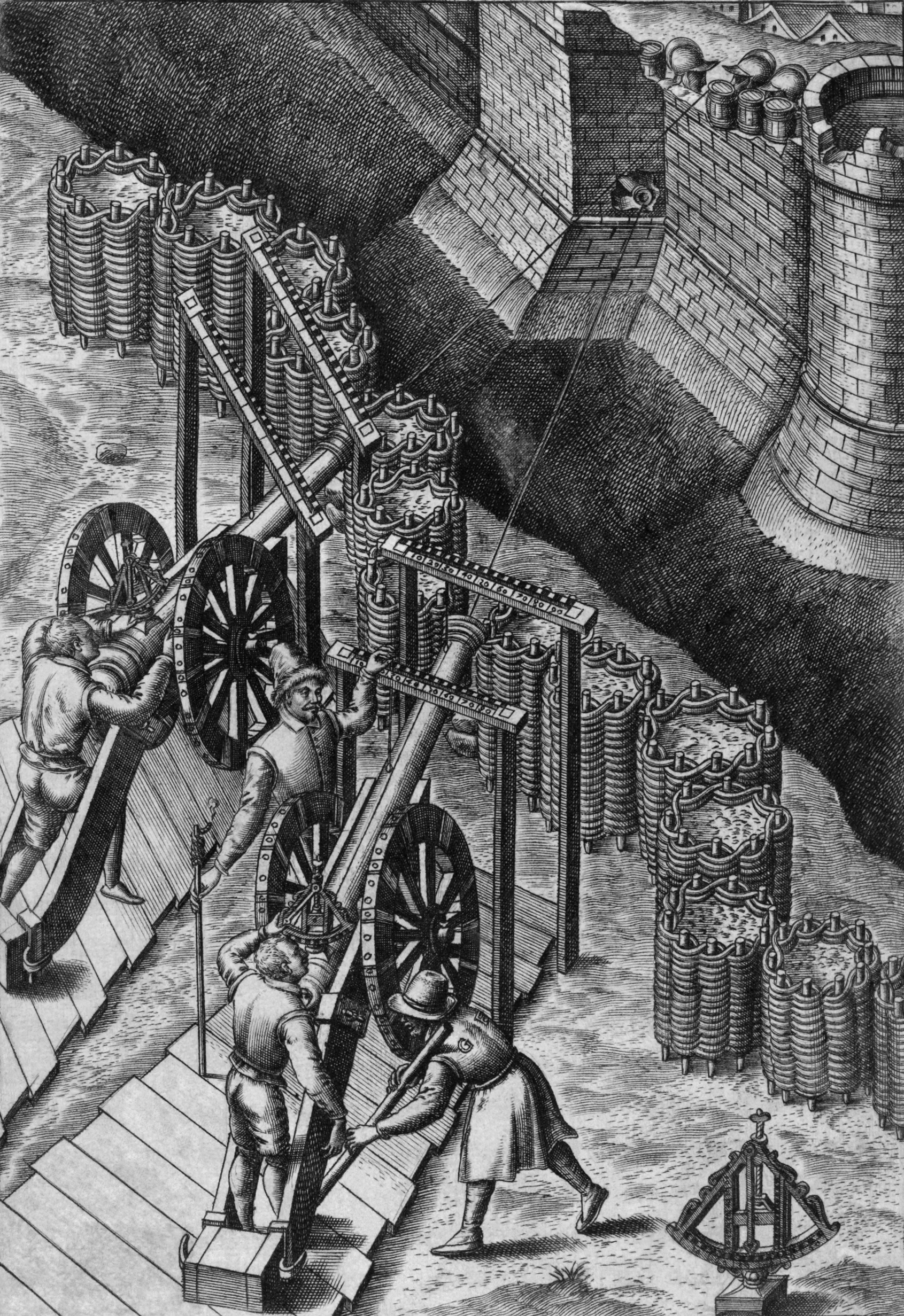
Gabiões com canhões, ilustração dos finais do século XVI.
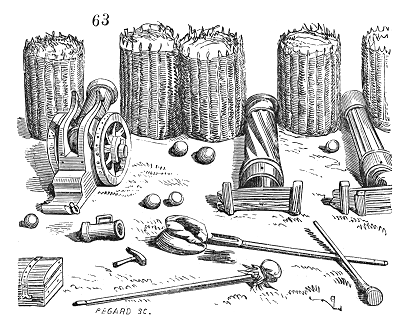
Gabiões em vime (século XVI)
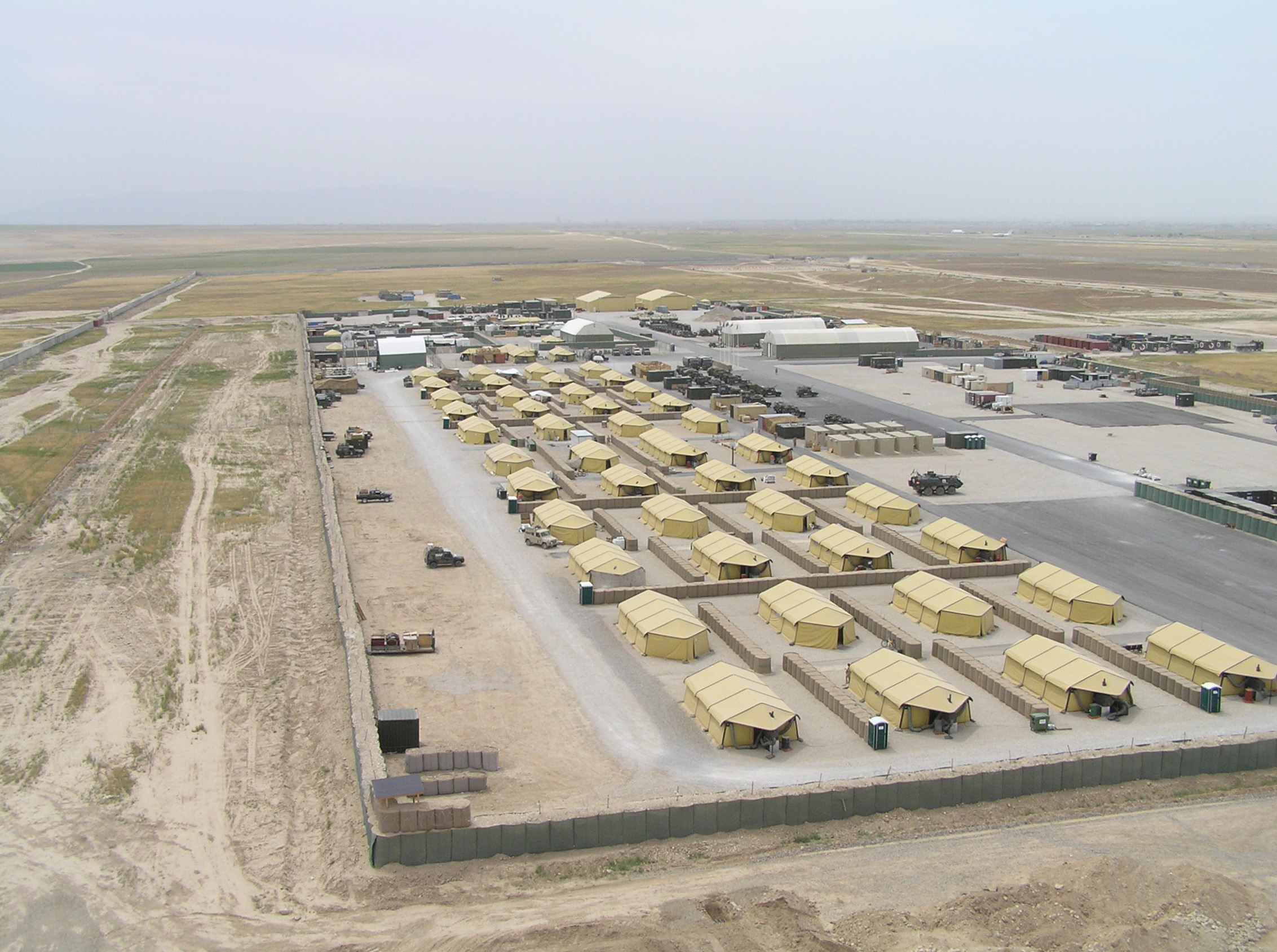
O gabião ainda é usado militarmente no século XXI.
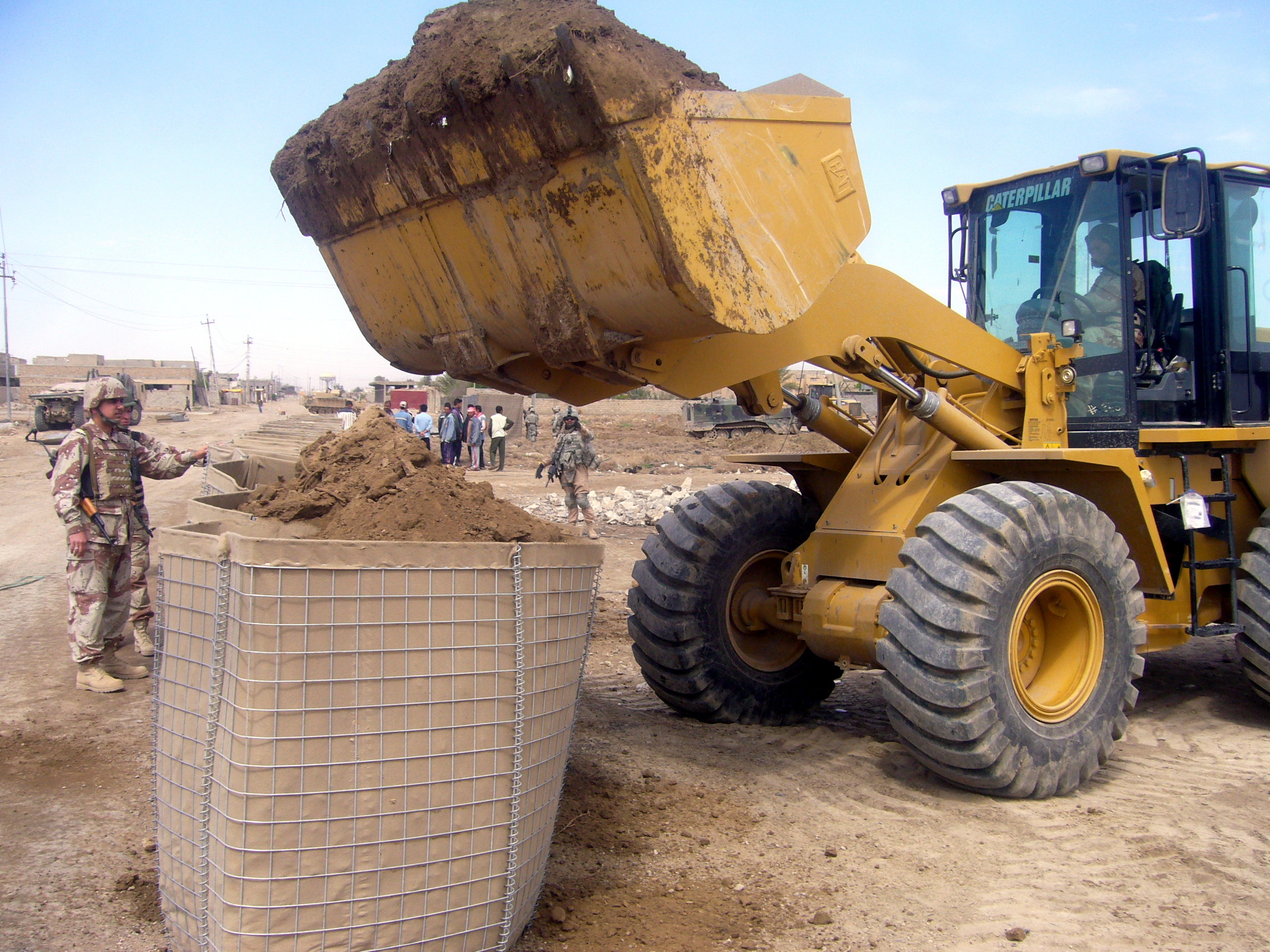
Construção de muro com gabiões no Iraque.